# Darenzia
Darenzia, nombre artístico de Christine Elizabeth Brosky (Allentown, Pensilvania; 26 de junio de 1981), es una modelo erótica y fetichista y actriz estadounidense residente en Nueva York. Comenzó a modelar en el espectro fetichista a tiempo completo tras ser despedida de Penthouse en noviembre de 2003, inicialmente con un mohawk azul brillante y piercings faciales, colocándose en algún lugar entre la corriente principal y el modelaje erótico-alternativo.

## Carrera profesional
Nació en junio de 1981 en el estado de Pensilvania, en una familia con ascendencia rusa y polaca. Antes de trabajar en la industria del entretenimiento y el modelaje acudió a la universidad, licenciándose en Literatura inglesa. Posteriormente, como modelo se inició trabajando para Penthouse, apareciendo posteriormente en Playboy y siendo fotografiada por Steve Diet Goedde, Aaron Hawks, Holly Randall, Ellen Stagg o Christine Kessler, entre otros. También ha aparecido en varios videos de GiantessZone, retratando a mujeres gigantes o encogidas que atraen a aquellos con el fetiche de la macrofilia o microfilia.
Ethan Sacks, periodista del New York Daily News consideró a Darenzia un "ícono sensual y burlesco". En una encuesta del sitio web AskMen se la posicionó en el segundo lugar en la lista de las 10 mejores modelos fetichistas modernas.
Darenzia apareció en el sexto episodio del programa y concurso televisivo Ink Master (emitido por Spike TV) como referencia de fotos para un desafío de tatuaje al estilo pin-up. También protagonizó la antología de terror de 2012 The ABCs of Death, coprotagonizando el segmento "S is for Speed". Ha aparecido en la portada de la novela Punk Land de Carlton Mellick III, en la que el personaje principal también se inspira en ella. Modelo habitual de la marca británica Atsuko Kudo, representó a la marca en el evento de apertura de la tienda "Iconoclast" de Prada. También ha modelado para Vex Clothing. Además, actuó en la fiesta navideña del modista estadounidense Marc Jacobs en 2007.